# Bulă
Bulă o Bula en español es un personaje ficticio del humor rumano .
Bulă es un bufón y un cobarde que "nació" durante el régimen de Nicolae Ceaușescu en la Rumanía comunista. El nombre, entre otras interpretaciones, es una variación de una sola letra de "pulă", una palabra vulgar rumana que significa "pene". Bulă es joven, es divertido, tiene actitud y tiene una respuesta para todo. Puede ser un héroe con modestia e, igualmente, puede fracasar con dignidad; nadie puede decir con certeza si es estúpido o simplemente un embaucador.
En 2006, la cadena de televisión TVR realizó una votación para determinar quiénes eran los 100 rumanos más importantes de todos los tiempos según el público en general. Bulă acabó en el 59º puesto.
Silvian Centiu, comentando su programa "A Transylvanian in Silicon Valley" (Un transilvano en Silicon Valley), escribió: "Cuando en San Francisco y en Nueva York mencioné a Bula, el personaje omnipresente en los chistes rumanos, me encantó oír a los miembros de la audiencia reír antes de que terminara el chiste; sabía que eran rumanos". 

## Ejemplos de chistes sobre Bulă
En la escuela: «Niños, ¿quién puede decirme cuál es el objetivo principal del socialismo?». Bulă levanta la mano. El maestro refunfuña: «¡Oh, no, Bulă, no digas tonterías!». «¡Pero sí sé la respuesta! El objetivo principal del socialismo es el bienestar y la felicidad del hombre... Y hasta sé quién es ese hombre».
El chiste de Bulă para el Día de los Inocentes : "¡Mamá, mamá! ¡Papá se ahorcó en el garaje!". La madre corre al garaje, no encuentra nada y Bulă se ríe. —¡Ja, ja, te he engañado! Se ahorcó en la buhardilla.
Bulă iba caminando por la calle un día y un hombre le preguntó: «Bulă, ¿adónde vas?» – «¿Cómo sabes que no vuelvo?» 